# Senzo Meyiwa
Senzo Meyiwa (Durban, 24 september 1987 – Vosloorus, Johannesburg, 26 oktober 2014) was een Zuid-Afrikaans voetballer. Hij kwam als doelman uit voor Orlando Pirates en het Zuid-Afrikaans voetbalelftal en was ten tijde van zijn overlijden aanvoerder van beide elftallen.

## Biografie
Meyiwa begon zijn carrière als spits voor de voetbalclub London Cosmos uit Umlazi, een township ten zuidwesten van Durban. Als doelman werd hij tijdens een provinciale competitie gescout door Orlando Pirates.
Meyiwa werd op zondagavond 26 oktober 2014 doodgeschoten in het township Vosloorus in de grootstedelijke gemeente van Johannesburg. Hij werd in zijn borst geraakt toen hij zijn vriendin probeerde te beschermen tegen twee inbrekers die haar huis waren binnengedrongen.
Orlando Pirates maakte na de dood van Meyiwa bekend dat zijn rugnummer – 1 – uit eerbetoon nooit meer aan een andere speler wordt toegekend.
Vier dagen na zijn dood herdachten duizenden voetbalsupporters hem in het Orlando Stadium in Johannesburg. Tijdens de ceremonie werd ook stilgestaan bij het recente overlijden van twee andere Zuid-Afrikaanse sporters: Mbulaeni Mulaudzi, een voormalig wereldkampioen op de 800 meter, die omkwam bij een verkeersongeluk, en boksster Phindile Mwelase die overleed aan de verwondingen die ze bij een wedstrijd had opgelopen. Onder de aanwezigen was ook Winnie Madikizela-Mandela, ex-partner van de overleden Zuid-Afrikaanse president en volksheld Nelson Mandela.

## Statistieken
| Seizoen         | Club            |                      | Competitie            | Competitie | Competitie | Beker | Beker | Internationaal | Internationaal | Totaal | Totaal |
| Seizoen         | Club            | Wed.                 | Competitie            | Dlp.       | Wed.       | Dlp.  | Wed.  | Dlp.           | Wed.           | Dlp.   |        |
| --------------- | --------------- | -------------------- | --------------------- | ---------- | ---------- | ----- | ----- | -------------- | -------------- | ------ | ------ |
| 2006/07         | Orlando Pirates | Vlag van Zuid-Afrika | Premier Soccer League | 1          | 0          | 0     | 0     | 0              | 0              | 1      | 0      |
| 2007/08         | Orlando Pirates | Vlag van Zuid-Afrika | Premier Soccer League | 24         | 0          | 0     | 0     | -              | -              | 24     | 0      |
| 2008/09         | Orlando Pirates | Vlag van Zuid-Afrika | Premier Soccer League | 6          | 0          | 0     | 0     | -              | -              | 6      | 0      |
| 2009/10         | Orlando Pirates | Vlag van Zuid-Afrika | Premier Soccer League | 1          | 0          | 0     | 0     | -              | -              | 1      | 0      |
| 2010/11         | Orlando Pirates | Vlag van Zuid-Afrika | Premier Soccer League | 11         | 0          | 0     | 0     | -              | -              | 11     | 0      |
| 2011/12         | Orlando Pirates | Vlag van Zuid-Afrika | Premier Soccer League | 6          | 0          | 0     | 0     | -              | -              | 6      | 0      |
| 2012/13         | Orlando Pirates | Vlag van Zuid-Afrika | Premier Soccer League | 23         | 0          | 1     | 0     | 11             | 0              | 35     | 0      |
| 2013/14         | Orlando Pirates | Vlag van Zuid-Afrika | Premier Soccer League | 28         | 0          | 5     | 0     | -              | -              | 33     | 0      |
| 2014/15         | Orlando Pirates | Vlag van Zuid-Afrika | Premier Soccer League | 9          | 0          | 3     | 0     | -              | -              | 12     | 0      |
| Carrière totaal | Carrière totaal | Carrière totaal      | Carrière totaal       | 109        | 0          | 9     | 0     | 11             | 0              | 129    | 0      |

## Erelijst
- Landskampioen Zuid-Afrika: 2011